# Elena Celledoni
Elena Celledoni (1967) é uma matemática italiana, que trabalha na Noruega como professora de ciências matemáticas na Universidade Norueguesa de Ciência e Tecnologia (NTNU). Sua pesquisa envolve a análise numérica de algoritmos numéricos para equações diferenciais parciais e para cálculos de grupos de Lie, incluindo o estudo de algoritmos de preservação de estrutura.

## Formação e carreira
Celledoni obteve um mestrado na Universidade de Trieste em 1993. Completou um doutorado na Universidade de Pádua em 1997. Sua tese, Krylov Subspace Methods For Linear Systems Of ODEs, foi orientada conjuntamente por Igor Moret e Alfredo Bellen.
Antes de se tornar membro do corpo docente da NTNU em 2004, foi pesquisadora de pós-doutorado na Universidade de Cambridge, no Mathematical Sciences Research Institute e na NTNU.

## Reconhecimento
Celledoni é membro da Sociedade Real de Ciências e Letras da Noruega.